# Albergo della Catena

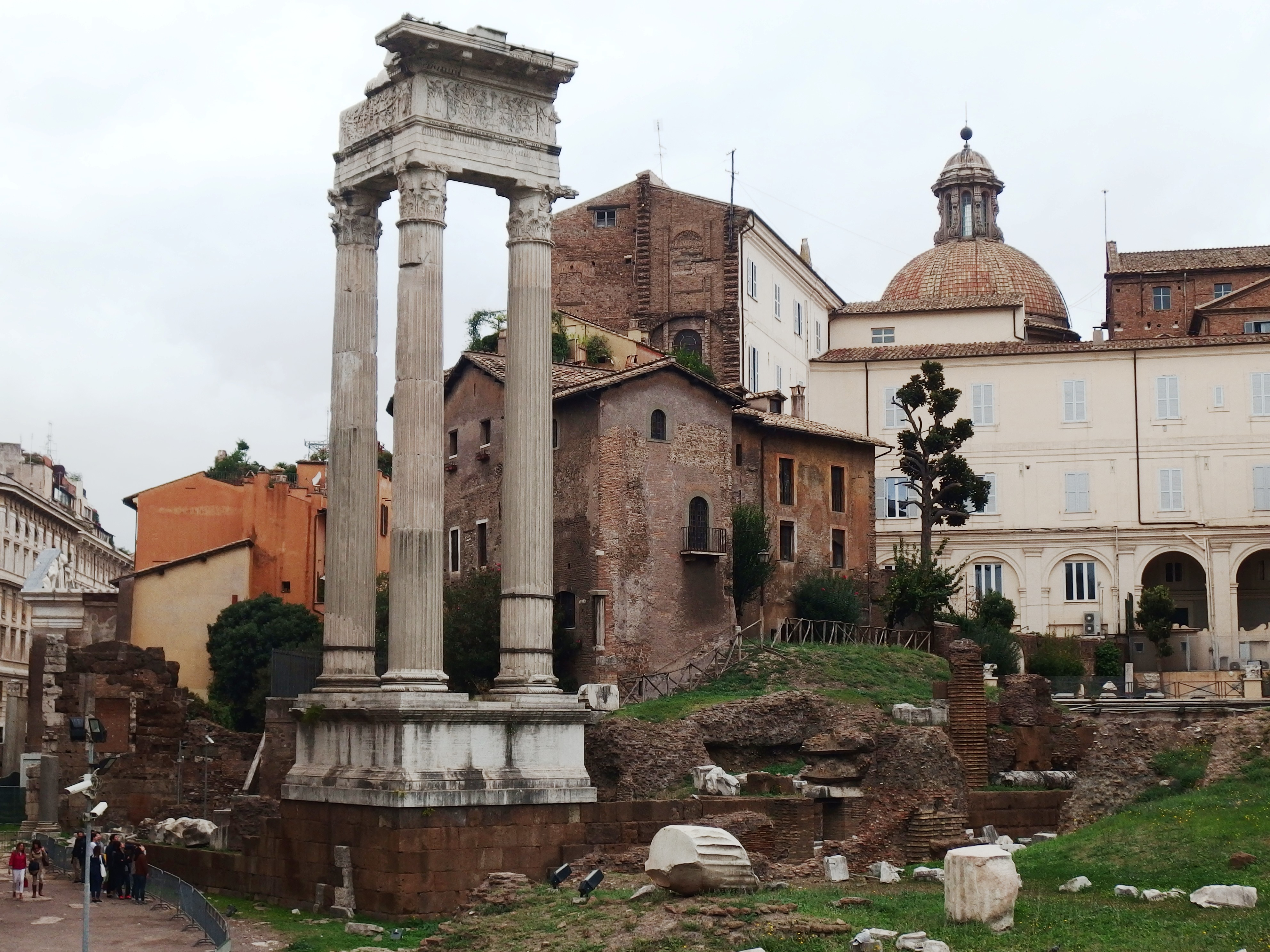
Em primeiro plano, as colunas do Templo de Apolo Sosiano. Ao fundo, o Albergo della Catena.

Albergo della Catena é uma residência do século XIII construída perto do Templo de Apolo, no moderno rione Sant'Angelo de Roma. 

## História
Seu nome é uma referência a uma corrente (em italiano:  catena) que ficava estendida entre duas pequenas colunas barrando a passagem pelo Vicolo della Catena di Pescheria, onde ele estava construído. Na época, este tipo de barreira podia ter várias explicações: podia servir para delimitar propriedades, evitar a passagem de carroças (por exemplo nas imediações de hospitais e casas de repouso), ou, quando postas perto de palácios nobiliárquicos, podiam indicar a presença do proprietário (se estivessem soltas) ou sua ausência (se estivessem tensionadas). O Vicolo della Catena di Pescheria, demolido em 1933 por ocasião das obras de isolamento do Teatro de Marcelo, ligava a também demolida Piazza Montanara à Via di Porta Leone, esta última assim chamada por causa da presença de um edifício de propriedade da nobre família Pierleoni. Possivelmente este seria o palácio — herdado depois pelos Savelli e pelos Orsini — ao qual a corrente fazia referência.
Atualmente o edifício, todo restaurado, abriga escritórios da Comuna de Roma.

## Descrição

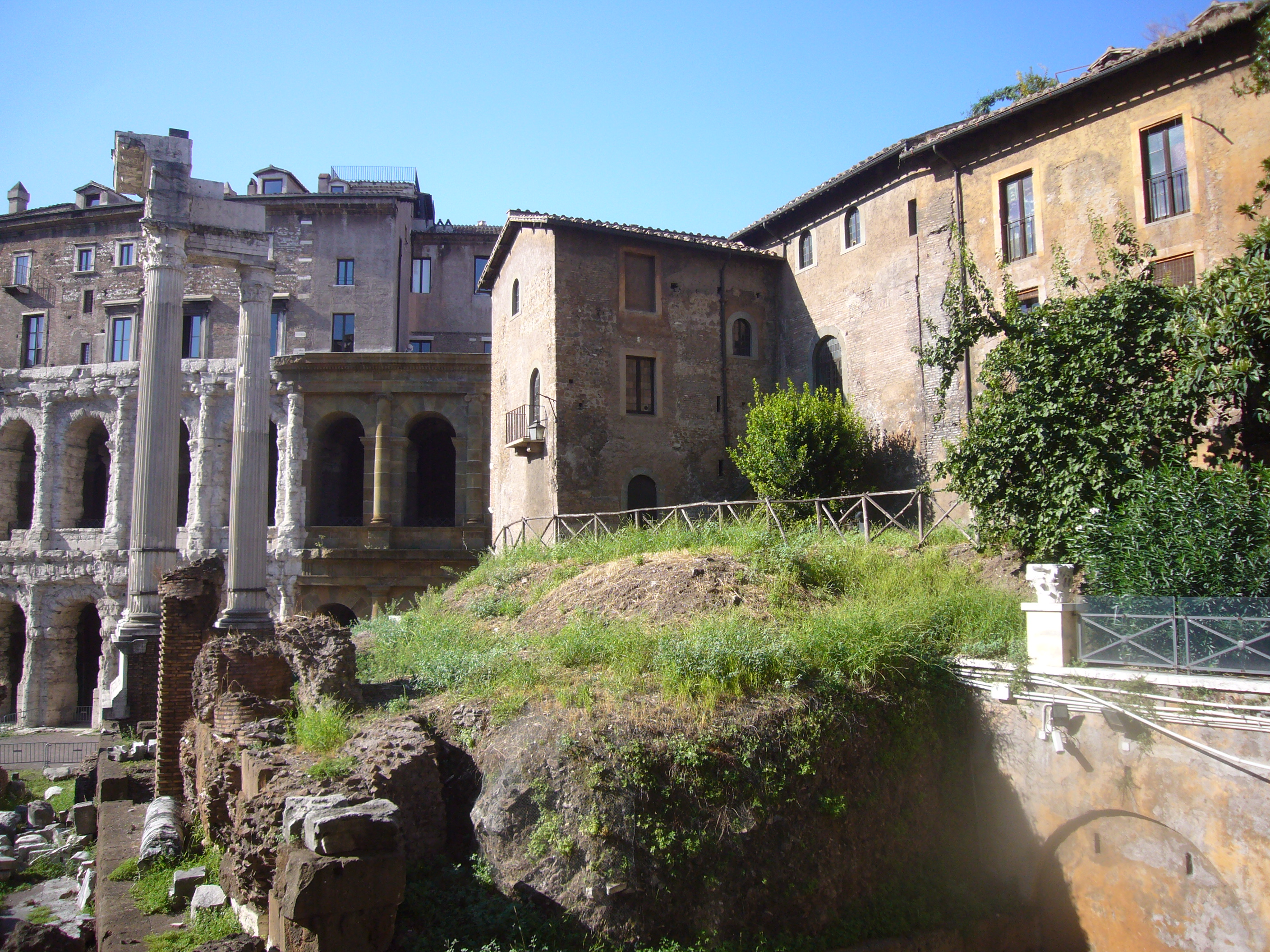
Vista pelo outro lado, destacando também o Teatro de Marcelo, o Templo de Apolo Sosiano e o Templo de Belona.

As escavações realizadas entre o Pórtico de Otávia e o Teatro de Marcelo entre os anos de 1926 e 1933 modificaram completamente a região, conferindo a ela um caráter de zona de ruínas, isolando o Albergo, que está atualmente completamente foram de sua ambientação original.
O edifício se apresenta composto por três estruturas: a primeira, próxima ao claustro de Santa Maria in Campitelli, foi construída sobre os restos de uma torre medieval. A parede de tijolos é extremamente irregular, com diversas aberturas e preenchimentos antigos ainda visíveis. Uma janela apresenta uma cornija inferior reaproveitada de construções mais antigas decorada com um trançado de vime em três elementos.
A parede da segunda estrutura, a central, foi construída utilizando a mesma técnica da primeira. Uma abertura moderna foi aberta onde ficava uma antiga janela emparedada que também reaproveitou na cornija inferior um fragmento de mármore decorado com uma trança de fita de vime de três peças. A diferença de altura entre entre o piso da rua atual e o limiar à direita (atualmente emparadado: é onde ficava a janela correspondendo internamente à um piso intermediário da escada) era provavelmente vencida por uma escada de madeira ou, talvez, o nível antigo da rua era um andar mais alto que o atual. Esta estrutura apresenta ainda uma curiosidade muito importante: à esquerda da porta de entrada ainda se pode notar os restos de um pequeno arco que, se apoiando em antigos edifícios no local, transpassava o Vicolo della Catena di Pescheria. 
A última estrutura é claramente distinta por causa de uma alvenaria de tufelli com faixas de tijolos. Os dois elementos mais evidentes desta fachada são as duas arquivoltas de tijolos belamente construídas no século XIII. A primeira é um arco de descarga (de fato, a parede que a fecha é idêntica à que está acima dela); a segunda, menor, compartilha com a primeira o piso de apoio assentado em uma coluna. O segundo piso de apoio está inserido de forma anômala na parede da estrutura central, talvez um indicativo de que esta foi construída mais tarde. Imediatamente acima da arquivolta menor, uma abertura atualmente emparedada possivelmente era originalmente uma porta..
Em sua fachada se abre uma pequena varanda suportada por mísulas com vista para o Teatro de Marcelo e para o Templo de Apolo.